# Laís
Arthur Antunes de Morães e Castro dit Laís (11 novembre 1899 – 20 décembre 1963) est un footballeur brésilien, devenu par la suite sélectionneur du Brésil. Il remporte la Copa América en tant que joueur-entraîneur.

## Palmarès
- Campeonato Carioca : (4)
  - Champion : 1917, 1918, 1919, 1924 (tournoi organisé par la AMEA)

- Copa América : (2)
  - Champion : 1919 et 1922 (Joueur-entraîneur)
  - Vice-champion : 1921 (Joueur-entraîneur)